# Košetice
Košetice (en allemand : Koschetitz) est une commune du district de Pelhřimov, dans la région de Vysočina, en République tchèque. Sa population s'élevait à 709 habitants en 2020.

## Géographie
Košetice se trouve à 13 km au nord-est de Pacov, à 16 km au nord-ouest de Pelhřimov, à 39 km à l'ouest-nord-ouest de Jihlava à 77 km au sud-est de Prague.
La commune est limitée par Křešín, Chýstovice, Martinice u Onšova et Onšov au nord, par Křelovice à l'est, par Arneštovice au sud et par Buřenice au sud-ouest et à l'ouest.

## Histoire
La première mention écrite de la localité date de 1352.

## Administration
La commune se compose de deux quartiers :
- Košetice
- Nová Ves

## Transports
Par la route, Košetice se trouve à 16,5 km de Pacov, à 18 km de Pelhřimov, à 49 km de Jihlava à 87 km de Prague.